# 假寡婦蜘蛛
假寡婦蜘蛛，姬蛛科，鳴姬蛛屬，假寡婦種。是形似黑寡婦蜘蛛的蜘蛛。擁有劇毒，是英國十二種咬人蜘蛛中最毒的。在英國被稱作高貴的假寡婦。原產於馬德拉和加那利群島。也被發現在加州和智利。約1879年隨著貨物運至托基。

## 症狀
蜘蛛的毒液會引起發炎紅腫，潰爛。根據英國太陽報報導，一名婦人因不小心弄壞了蜘蛛網，結果遭到假寡婦攻擊，回到家不以為意，消毒清潔流血的傷口。隔天感覺到腿像是有人充氣，像石頭一樣。

## 特徵
雌性體型從 9.5 到 14 毫米（mm）不等，而雄性則是 7 到 11 毫米。最大的雌性為 13.7 毫米，而最大的雄性為 11.66 毫米。有別一般蜘蛛，他們在夏天繁殖期時，特別會主動攻擊人。一般傷口不大，但不積極治療後果併發蜂窩組織炎，甚至可能截肢。根據每日郵報報導，一名七歲女童被其咬傷，當地醫務人員並沒察覺是假寡婦所致，後來傷口擴大，轉至魯姆菲爾德醫院，一位醫生看了並了解到是假寡婦咬傷的。因為他之前也被咬過。

## 危險
英國自然史博物館表示有六種常住英國。其中有三種假寡婦最常見。
- 兔食蜘蛛（Steatoda bipunctata）
- 櫥櫃蜘蛛（Steatoda grossa）

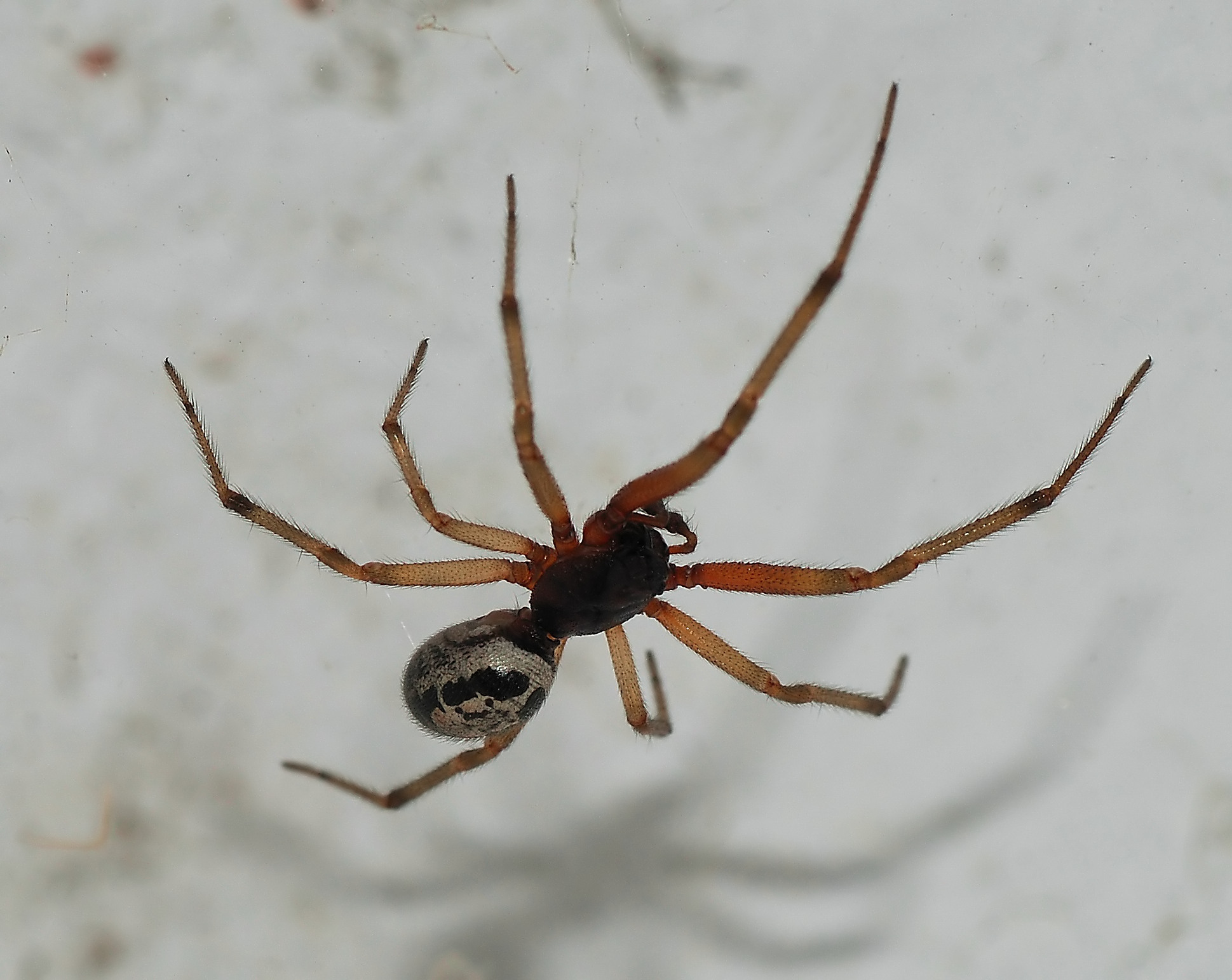

- 高貴的假寡婦（Steatoda nobilis）

在英國有近650種蜘蛛。而會咬人的僅不到一成。